# Ото V Улрих фон Голдек
Ото V Улрих фон Голдек (на немски: Otto V Ulrich von Goldeck; † 9 декември 1341) е господар на Голдек (1331/1339) в провинция Залцбург в Австрия.

## Произход и наследство
Той е син на Вулфинг I фон Голдек, бургграф на Титмонинг († 24 април 1343), и съпругата му Маргарета фон Абенсберг († сл. 1319), дъщеря на Улрих II фон Абенсберг († сл. 1310) и София фон Герцен († 1308). Брат е на Вулфинг II фон Голдек, бургграф на Титмонинг († 1359), шенк на Залцбург, и на Конрад III фон Голдек († сл. 1358). Внук е на рицар Ото IV фон Голдек († 1301) и графиня Елизабет фон Щубенберг († 1293). Баща му Вулфинг I подкрепя Лудвиг IV Баварски.
Ото умира на 9 декември 1341 г. и е погребан в манастир „Санкт Петер“ в Залцбург. Последният от фамилията, синът му Хауг фон Голдег († 19 септември 1400), умира без мъжки наследник. Неговата собственост отива чрез дъщеря му Доротея († 1438) на фамилията фон Фрьондсберг.

## Фамилия
Ото V Улрих фон Голдек се жени пр. 1332 г. за Елизабет или за Катарина фон Лихтенщайн-Мурау, дъщеря на Ото IV фон Лихтенщайн († 1340) и Катарина фон Монфор († сл. 1335). Те имат децата:
- Ханс (Янс) III фон Голдек († сл. 1385), господар 1353/1385, женен за Елизабет
- Хауг (Хуго) фон Голдек († 19 септември 1400, погребан в манастир Санкт Петер), 1398 г. архиепископски шенк, женен I. за Барбара, II. пр. 8 януари 1380 г. за Елизабет фон Фрьондсберг († сл. 1429), дъщеря на Конрад цу Матцен
- Вулфинг фон Голдек († 15 март 1392), катедрален господар/домхер (1354), вицедекан (1368), ок. 1380/1386 г. домкелнер, 1385/1390 г. генералвикар и официал, 1387 г. домкантор, 1390 г. градски свещеник на Залцбург